# Euphorbia venenifica
Euphorbia venenifica là một loài thực vật có hoa trong họ Đại kích. Loài này được Tremaux ex Kotschy mô tả khoa học đầu tiên năm 1857.

## Hình ảnh

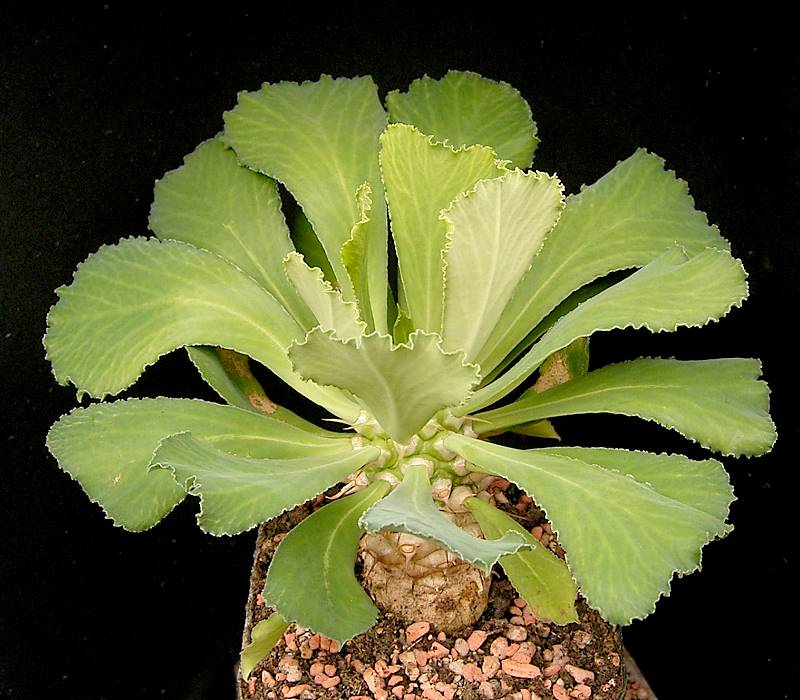
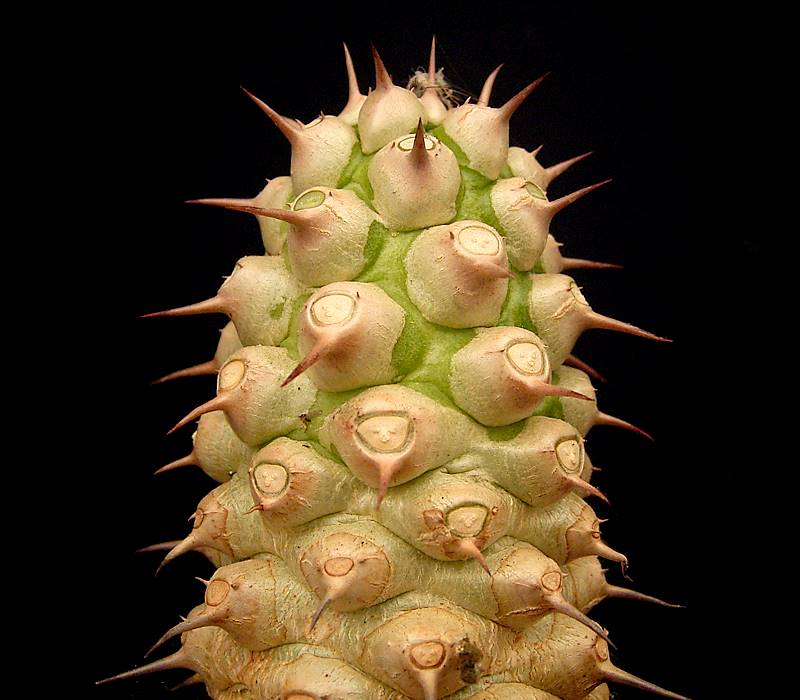
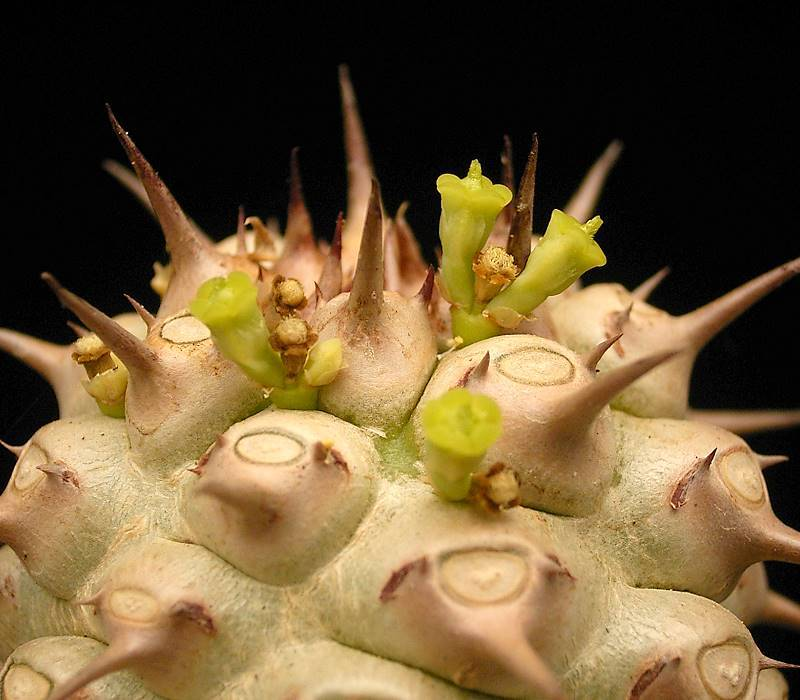